# Azi Acosta
Azi Acosta (geb. am 8. Januar 2004) ist eine philippinische Filmschauspielerin.

## Leben
Sie gab ihr Debüt im Jahr 2022. Sie tritt vor allem in Erotikspielfilmen auf. 2023 wurde sie beim Facine Filipino International Cine Festival als beste Nebendarstellerin nominiert. In deutschsprachigen Sprachraum erschienene Filme, in denen sie mitspielte, sind etwa Selina – Die Geschichte einer Sexsklavin (2022), Lineth – Odyssee der Sünde (2022), Call Me Alma – Tagebuch einer Hure und Devotion – Für immer Mein.

## Filmografie
- 2022: The Woman Who Loses Herself
- 2022: Sitio Diablo
- 2022: An/Na (Miniserie)
- 2022: Selina – Die Geschichte einer Sexsklavin
- 2022: Lineth – Odyssee der Sünde (Pamasahe)
- 2023: Erotica Manila (Miniserie)
- 2023: Suki
- 2023: Balik-taya
- 2023: Sex Games
- 2023: Hugot
- 2023: Call Me Alma – Tagebuch einer Hure
- 2023: Secret Campus (Fernsehserie)
- 2023: Devotion – Für immer Mein
- 2023: Sugar Baby
- 2024: Pantasya ni Tami
- 2024: Huwad
- 2024: Lumuhod ka sa lupa (Fernsehserie)
- 2024: Boy Kaldag

## Auszeichnungen
FACINE Filipino International Cine Festival
- 2023: beste Nebendarstellerin, für Erotica Manila (nominiert)[1]